# Vincenzo Zucconelli
Vincenzo Zucconelli, född 3 juni 1931 i Jolanda di Savoia, är en italiensk före detta tävlingscyklist.
Zucconelli blev olympisk silvermedaljör i laglinjeloppet vid sommarspelen 1952 i Helsingfors.